# Brejinho de Nazaré
Brejinho de Nazaré è un comune del Brasile nello Stato del Tocantins, parte della mesoregione Ocidental do Tocantins e della microregione di Gurupi.